# .kr
.kr és el domini de primer nivell territorial (ccTLD) de Corea del Sud.
Des de setembre de 2006, es poden registrar noms de domini directament per sota de .kr (encara que només per noms de domini internacionalitzats).
El 2011 es va registrar un nom nou de domini per a Corea del Sud, per a noms de domini en la llengua pròpia. És .한국 Des de 2011 ja hi ha dominis i webs que l'utilitzen.

## Dominis i subdominis
| Dominis i subdominis | Zones                      | Finalitat del registre                                                           |
| -------------------- | -------------------------- | -------------------------------------------------------------------------------- |
| .kr                  | Commrcial                  | Organitzacions o particulars                                                     |
| co.kr                | Comercial                  | Organitzacions o particulars                                                     |
| ne.kr                | Xarxa                      | Organitzacions o particulars                                                     |
| or.kr                | No comercial               | Organitzacions o particulars                                                     |
| re.kr                | Recerca                    | Organitzacions o particulars                                                     |
| pe.kr                | Personal                   | Particulars                                                                      |
| go.kr                | Govern                     | Administració, legislació i judicatura                                           |
| mil.kr               | Militar                    | Organitzacions militars                                                          |
| ac.kr                | Universitats               | Universitats                                                                     |
| hs.kr                | Instituts                  | Instituts                                                                        |
| ms.kr                | Escoles d'educació mitjana | Escoles d'educació mitjana                                                       |
| es.kr                | Escoles elementals         | Escoles elementals                                                               |
| sc.kr                | Escoles                    | Altres organitzacions educatives                                                 |
| kg.kr                | Parvularis (kindergarten)  | Parvularis                                                                       |
| seoul.kr             | Seül                       | Organitzacions o particulars que estiguin relacionats amb cadascuna de les zones |
| busan.kr             | Busan                      | Organitzacions o particulars que estiguin relacionats amb cadascuna de les zones |
| daegu.kr             | Daegu                      | Organitzacions o particulars que estiguin relacionats amb cadascuna de les zones |
| incheon.kr           | Incheon                    | Organitzacions o particulars que estiguin relacionats amb cadascuna de les zones |
| gwangju.kr           | Gwangju                    | Organitzacions o particulars que estiguin relacionats amb cadascuna de les zones |
| daejeon.kr           | Daejeon                    | Organitzacions o particulars que estiguin relacionats amb cadascuna de les zones |
| ulsan.kr             | Ulsan                      | Organitzacions o particulars que estiguin relacionats amb cadascuna de les zones |
| gyeonggi.kr          | Gyeonggi-do                | Organitzacions o particulars que estiguin relacionats amb cadascuna de les zones |
| gangwon.kr           | Gangwon-do                 | Organitzacions o particulars que estiguin relacionats amb cadascuna de les zones |
| chungbuk.kr          | Chungcheongbuk-do          | Organitzacions o particulars que estiguin relacionats amb cadascuna de les zones |
| chungnam.kr          | Chungcheongnam-do          | Organitzacions o particulars que estiguin relacionats amb cadascuna de les zones |
| jeonbuk.kr           | Jeollabuk-do               | Organitzacions o particulars que estiguin relacionats amb cadascuna de les zones |
| jeonnam.kr           | Jeollanam-do               | Organitzacions o particulars que estiguin relacionats amb cadascuna de les zones |
| gyeongbuk.kr         | Gyeongsangbuk-do           | Organitzacions o particulars que estiguin relacionats amb cadascuna de les zones |
| gyeongnam.kr         | Gyeongsangnam-do           | Organitzacions o particulars que estiguin relacionats amb cadascuna de les zones |
| jeju.kr              | Jeju-do                    | Organitzacions o particulars que estiguin relacionats amb cadascuna de les zones |
| 한글.kr              | il·limitat                 | Organitzacions o particulars                                                     |
| .한국                | Comercial                  |                                                                                  |

### Dominis i subdominis esborrats
| Dominis i subdominis | Zones            | Motius de l'esborrat                 |
| -------------------- | ---------------- | ------------------------------------ |
| pusan.kr             | Busan            | Revisió de la romanització del coreà |
| taegu.kr             | Daegu            | Revisió de la romanització del coreà |
| inchon.kr            | Incheon          | Revisió de la romanització del coreà |
| kwangju.kr           | Gwangju          | Revisió de la romanització del coreà |
| taejon.kr            | Daejeon          | Revisió de la romanització del coreà |
| kyonggi.kr           | Gyeonggi-do      | Revisió de la romanització del coreà |
| kangwon.kr           | Gangwon-do       | Revisió de la romanització del coreà |
| chonbuk.kr           | Jeollabuk-do     | Revisió de la romanització del coreà |
| chonnam.kr           | Jeollanam-do     | Revisió de la romanització del coreà |
| kyongbuk.kr          | Gyeongsangbuk-do | Revisió de la romanització del coreà |
| kyongnam.kr          | Gyeongsangnam-do | Revisió de la romanització del coreà |
| cheju.kr             | Jeju-do          | Revisió de la romanització del coreà |
| nm.kr                | Xarxa            | Canviat al ne.kr                     |